# Dieter Dausch
Dieter Dausch (* 25. April 1941 in Hirschau; † 3. Juni 2025 in Amberg) war ein deutscher Augenarzt und Hochschullehrer.

## Leben und Beruf
Dieter Dausch wurde am 25. April 1941 als Sohn des Ehepaares Georg und Elisabeth Dausch in Hirschau geboren. Nach dem Besuch der Volksschule trat er in das Humanistische Gymnasium Amberg über, wo er 1960 sein Abitur ablegte. Es folgte das Medizinstudium an der Universität Erlangen-Nürnberg. Im März 1967 promovierte er zum Doktor der Medizin. 1969 heiratete er Burglinde Dausch, aus der Ehe gingen zwei Töchter hervor.
1973 wechselte Dausch an die Medizinische Hochschule Hannover. Dort wurde er 1981 zum Professor ernannt. 2004 wurde ihm von der Seoul National University ein Professorentitel verliehen. Nach seiner Rückkehr in seine Heimat im Juni 1982 eröffnete er eine Augenarztpraxis in Amberg, zeitgleich wirkte er als Belegarzt am Klinikum St. Marien Amberg. 1994 übernahm er als Medizinischer Direktor die Leitung der Oculaser Augenkliniken Nürnberg, Mainz, Hannover.

## Humanitäres Engagement
Der Grundstein für sein humanitäres Engagement wurde 1997 gelegt, als er an einer Hilfsaktion der Organisation Africa-Luz im Tschad und in Kamerun teilnahm. Der Einsatz bewog ihn, 1998 Africa-Luz Deutschland zu gründen. Bis zuletzt war er Vorsitzender dieser Organisation. Der Einsatzschwerpunkt von Africa-Luz wurde 2000 von Afrika nach Nepal verlagert. Bei mehreren Einsätzen in der Chhatrapati Free Clinic in Kathmandu operierte Dausch kostenlos Hunderte von mittellosen Patienten am Grauen Star.
Im Jahr 2007 erbaute Dausch in Bajauli im Chitwan-Nationalparks eine Kinderbetreuungsstätte, das Prof.-Dausch-Kinderhaus. Auf einem von Africa-Luz erworbenen Grundstück wurde eine Tagesklinik errichtet. Auf dem Grundstück wurde mit Hilfe von Africa-Luz eine Schule gebaut, in der zur Zeit 350 Kinder unterrichtet werden.

## Ehrungen
- 1991: Croix d’Or du Merite et Dévouement Français
- 2000: Troutman Award für die beste augenärztliche Publikation über Laserkorrektur von Augenfehlern
- 2001: Landkreismedaille des Landkreises Amberg-Sulzbach
- 2002: Goldene Bürgermedaille der Stadt Hirschau[2]
- 2011: Bundesverdienstkreuzes am Bande[3]